# Saint-Martin-de-Connée
Saint-Martin-de-Connée ist eine Ortschaft und eine Commune déléguée in der französischen Gemeinde Vimartin-sur-Orthe mit 403 Einwohnern (Stand: 1. Januar 2022) im Département Mayenne in der Region Pays de la Loire. 
Die Gemeinde Saint-Martin-de-Connée wurde am 1. Januar 2021 mit Saint-Pierre-sur-Orthe und Vimarcé zur Commune nouvelle Vimartin-sur-Orthe zusammengeschlossen. Sie hat seither den Status einer Commune déléguée. Die Gemeinde Saint-Martin-de-Connée gehörte zum Arrondissement Mayenne und zum Kanton Évron.

## Geographie
Saint-Martin-de-Connée liegt etwa 38 Kilometer ostnordöstlich von Laval. Umgeben wird Saint-Martin-de-Connée von den Nachbargemeinden Saint-Thomas-de-Courceriers im Norden, Saint-Pierre-sur-Orthe im Osten, Vimarcé im Süden, Saint-Georges-sur-Erve im Südwesten sowie Izé im Westen.

## Bevölkerungsentwicklung
| Jahr                       | 1962 | 1968 | 1975 | 1982 | 1990 | 1999 | 2006 | 2013 |
| Einwohner                  | 783  | 691  | 551  | 442  | 430  | 420  | 405  | 411  |
| Quellen: Cassini und INSEE |      |      |      |      |      |      |      |      |

## Sehenswürdigkeiten
- Kirche Saint-Martin, Monument historique
- Kapelle Le Chêne

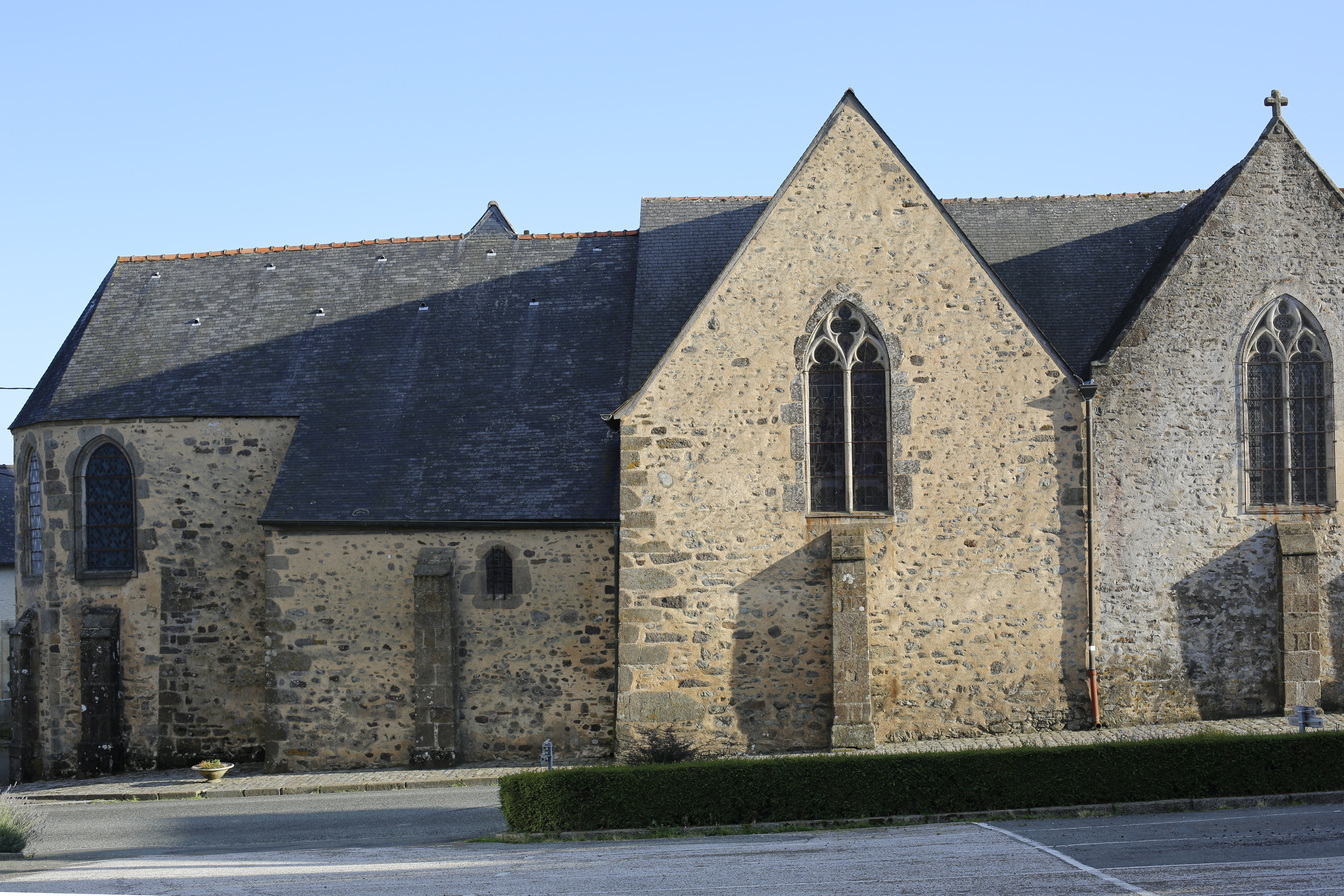
Kirche Saint-Martin
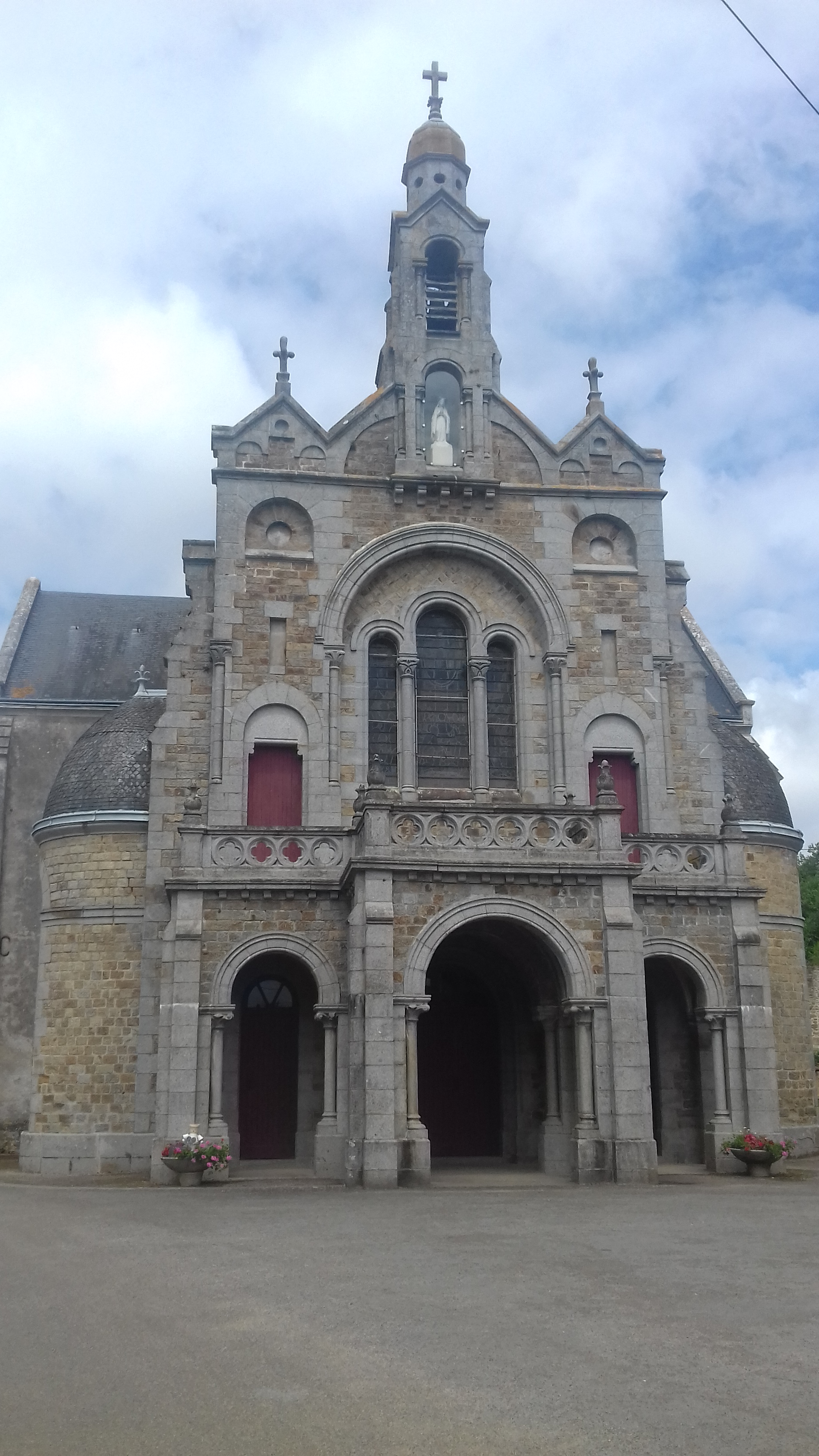
Kapelle Le Chêne